# Waltz cung Si thứ, Op. 69, số 2 (Chopin)
Bài Waltz cung Si thứ, Op. 69, số 2, WN 19 là một bài waltz do Frédéric Chopin sáng tác cho dương cầm trong năm 1829 (lúc khoảng 19 tuổi). Bài waltz này không được xuất bản cho đến năm 1855, khi Julian Fontana xuất bản nó cùng với Waltz Op. 69, số 1. Tác phẩm này được ấn định nhịp độ là Moderato (tốc độ vừa phải).
Đây là một trong số những tác phẩm mà Chopin muốn được phá hủy khi ông qua đời. Theo Blair Johnston, những đoạn đầu có cảm xúc u sầu, còn phần ở giữa lạc quan hơn.